# Honeymoon (album)
Pour les articles homonymes, voir Honeymoon.
Albums de Lana Del Rey
Ultraviolence
(2014) Lust for Life
(2017)
Singles
1. High by the Beach
Sortie : 10 août 2015
2. Music to Watch Boys To
Sortie : 11 septembre 2015
3. Freak
Sortie : 9 février 2016

Honeymoon est le cinquième album de l'artiste américaine Lana Del Rey, sorti le 18 septembre 2015. L'album a été annoncé lors d'un interview avec le magazine Billboard publiée le 6 janvier 2015,.

## Promotion et production

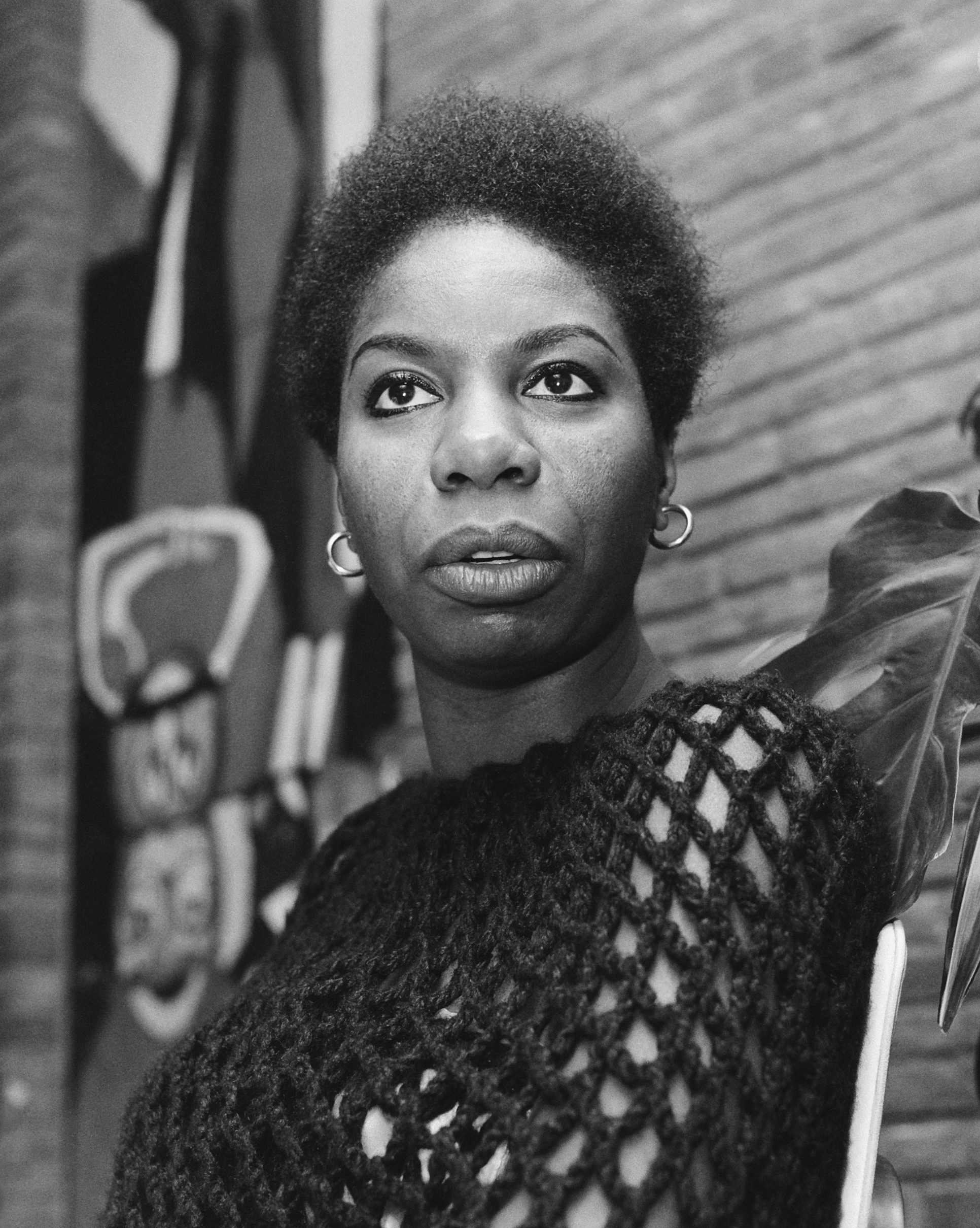
Nina Simone, en 1965. Lana del Rey a repris sa chanson : "Don't Let Me Be Misunderstood".

En décembre 2014, Lana Del Rey confie à Galore Magazine qu'elle est en train de travailler sur un nouvel album : « J'ai aussi écrit des petits morceaux pour des films indépendants etc. Dan Heath et Rick Nowel sont deux de mes amis les plus chers, et également mes producteurs [pour cet album]. Ensemble, nous arrivons toujours à quelque chose ».
Début janvier 2015, elle annonce qu'elle va publier un nouvel album, intitulé Honeymoon cette année. Lors de cette annonce, Lana Del Rey dit aussi qu'elle a enregistré neuf chansons qui pourraient probablement figurer dans l'album.
Elle annonce également, dans une interview avec le magazine Billboard que l'album sera très différent du précédent mais assez similaire aux deux premiers : « J’ai fini mon dernier album et l’ai sorti en juin, et il fallait que je poursuive ce que j’avais développé. C’est en train de prendre forme, et ça me plaît beaucoup. L’idée de me plonger dans quelque chose de plus noir me fait très plaisir  ». Pendant l'interview, elle annonce qu'elle reprendrait la chanson de Nina Simone Don't Let Me Be Misunderstood. Une chanson nommée Music to Watch Boys To a aussi été mentionnée pendant une interview avec le Los Angeles Times. Elle déclare qu'elle est actuellement « à la recherche d'un peu plus de chansons pour lier le tout ».
Dans une interview accordée à James Franco pour V Magazine, elle explique le titre de son album : « C'est le mot qui résume le rêve ultime. [...] La vie est une lune de miel, tu sais ? La vie, l'amour, le paradis, la liberté... C'est pour toujours. »
Le 12 septembre 2015, l'album est joué en intégralité dans tous les magasins Urban Outfitters des États-Unis en exclusivité, et une édition spéciale Urban Outfitters de l'album y est vendue.

## Composition

### Musique et paroles
Musicalement, Honeymoon est décrit comme une œuvre de style retro de « grande pop baroque cinématographique » , « une dream pop élégante et mélancolique » et un retour au « trip pop cinématographique » du premier album de Lana Del Rey, Born to Die et incorpore des éléments de trap, de blues et de jazz. La production de l'album contient des soupirs, des chuchotements, des voix subtilement superposées, des mélodies paresseuses, des synthétiseurs en décomposition, une guitare en écho, des cordes, des brumes et des notes de batterie retenues. Honeymoon est considéré comme l'album le plus sophistiqué de la chanteuse. Nick Levine de Time Out, Honeymoon affirme que l'album prend comme de départ le ton grunge de son précédent album Ultraviolence, optant pour une production « plus brillante » caractérisée par des tourbillons de cordes cinématographiques, des guitares twangy et des mélodes « délicieusement misérables ».
Andy Gill de The Independent affirme que : 

« Honeymoon met en relief une Lana Del Rey revenante, après les chansons individuelles plus atomisées d'Ultraviolence de l'année dernière, à un personnage composite plus proche du sujet dissolu de ses débuts. Non seulement sa prestation vocale reste la même tout le long, mais aussi la « voix » de son protagoniste ; tandis que l'impact émotionnel de ce qui pourrait parfois être des développements traumatisants semble en quelque sorte atténué, comme s'il était vécu à travers une brume narcotisée. Heureux ou triste, en colère ou apologétique, dominant ou soumis, c'est apparemment la même chose pour Lana Del Rey, qui flotte à travers ses chansons avec une étrange indifférence. »

Lyriquement, Honeymoon présente un contenu qui touche à la romance torturée, à l'amertume, à la luxure et à la violence. Il présente également un contenu lyrique impliquant l'érotisme, la drogue, la mythologie et « l'âme américaine ».

### Chansons
L'album s'ouvre sur la chanson titre, une chanson pop baroque et soul. The Verge décrit la chanson comme contenant « des cordes balayées et des pièges bégayants » qui « flottent à travers l'arrière-plan de la chanson ». The Times qualifie la chanson de « maussade » et « cinématographique », et suggère qu'elle « se rapproche davantage de son premier album révolutionnaire que du matériel concocté avec Dan Auerbach ».
Music to Watch Boys To contient une « brume narcotique » selon Alex Hudson d'Exclaim! ; il déclare que la chanson est construite sur des orchestrations de synthé, avec des sons de flûte et des rythmes « rapants » qui servent de « toile de fond sensuelle [...] à propos de flamants roses et d'une romance effrayante et destructrice ».
Terrence Loves You est décrit comme « hypnotique » avec une Lana Del Rey chantant accompagnée de piano, de cordes et d'un saxophone « gémissant ». La chanson incorpore la chanson Space Oddity de David Bowie. La chanson s'ouvre sur des notes guitares isolées pincées et lâchées, avant de s'éloigne lorsque des accords de piano apparaissent, suivis de violons et de la voix de la chanteuse. Le refrain est livré dans un style lyrique et parle avec lyrisme de la force face à l'abandon. Tout au long du refrain, de brèves sections de saxophone sont insérées et des références à David Bowie avec des paroles telles que “Ground control to Major Tom/Can you hear me all night long?” sont présentes.
God Knows I Tried présente un accompagnement de guitare avec des voix harmonisées er des paroles qui évoquent une Lana Del Rey blessée par « Mr. Wrong », ainsi que des thèmes de violence domestique. High by the Beach est une chanson trap-pop influencée par le hip-hop et dirigée par des synthés. Relativement optimiste et structurellement calme, il sert de combinaison de tous les styles musicaux de la chanteuse, rappelant en particulier les influences hip hop et trip hop de Born to Die. Il est plus rapide et plus pop que ses chansons précédentes. La chanson comprend une instrumentation d'orgue inquiétante et étrange, avec une sensation supplémentaire lente et aérée. Freak contient des airs de basse. C'est une chanson sur la drogue. Amy Davidson de Digital Spy note que la chanson a une « dimension sensuelle » similaire à celle de High by the Beach. Davidson l'a compare à une chanson R&B des années 1990. Un critique de The Guardian note que la chanson contient des rythmes trip hop avec des paroles qui célèbrent la Californie. Art Deco est une ballade de style jazz lent avec des rythmes brumeux et des riffs de saxophone. Les paroles de la chanson contiennent « le creux et l'ennui américains ». Selon les rumeurs, Art Deco concernerait le rappeur Azealia Banks. Lana Del Rey rejette ces allégations dans une interview avec New Musical Express, affirmant que la chanson « parle en fait d'un groupe d'adolescents qui sortent tous les soirs ».
Le huitième morceau de l'album, Burnt Norton (Interlude), entend Lana Del Rey réciter un extrait du premier poème des Quatre Quatuors de T. S. Eliot, qui parle de la nature du temps et médite sur l'idée du destin, avec une suggestion sous-jacente que nos expériences actuelles sont hors de notre contrôle.
Religion est noté comme étant l'une des chansons d'amour les plus optimistes de la chanteuse, mais la chanson est également notée comme « teintée du genre préféré d'autodestruction noirâtre de la chanteuse ». Salvatore mêle violons, percussions militaires et couplets chantés en italiens qui sont décrits comme évoquant « l'Italie des années 40 via Frank Sinatra ». La chanson est décrite comme une chanson en deux étapes par Nina Corcoran de Consequence of Sound, le son de la chanson étant « tout droit sorti d'une salle de bal d'un hôtel de villégiature » avant de continuer à décrire le morceau comme ayant une batterie de jazz avec une production « propre » et « riche ». The Blackest Day est une ballade post-rupture, qui traite principalement des étapes du deuil. Le premier couplet explore les thèmes du déni, apparents dans les paroles. La deuxième étape du deuil, la colère, est illustrée dans le pont. Le deuxième couplet montre Lana Del Rey en train de négocier avant d'attendre le point d'acceptation dans l'outro. 24 est une chanson cinématographique qui est comparée aux chansons thématiques de James Bond, en raison de son style musical et de ses paroles. Swan Song est une chanson théâtrale douce et élégante, qui contient des bourdonnements et des rythmes graves, avec des paroles tragiques qui entendent Lana Del Rey murmurer à plusieurs reprises "Je ne chanterai plus jamais". L'album se termine par une reprise de Don't Let Me Be Misunderstood de Nina Simone.

## Singles
Lana Del Rey sort le single Honeymoon le 14 juillet 2015. Elle met son titre en écoute sur YouTube, ayant publié les paroles quelques jours auparavant. Le clip vidéo accompagne la chanson, ce clip est semblable à ceux tirés de l'album Ultraviolence. La chanteuse publie son nouveau single High by the Beach extrait de son prochain album accompagné de son clip le 13 août 2015. Terrence loves you est dévoilé le 21 août 2015, en tant que single promotionnel, ainsi que Music to Watch Boys To, révélé le 11 septembre, dont le clip paraît le 30 septembre.

## Liste des pistes
Toutes les chansons sont écrites et composées par Lana Del Rey et Rick Nowels sauf mention contraire.
| 1.    | Honeymoon                     |                                              | 5:50 |
| 2.    | Music to Watch Boys to        |                                              | 4:50 |
| 3.    | Terrence Loves You            |                                              | 4:50 |
| 4.    | God Knows I Tried             |                                              | 4:40 |
| 5.    | High by the Beach             | Lana Del Rey, Rick Nowels, Kieron Menzies    | 4:17 |
| 6.    | Freak                         |                                              | 4:55 |
| 7.    | Art Deco                      |                                              | 4:55 |
| 8.    | Burnt Norton (Interlude)      | T. S. Eliot                                  | 1:21 |
| 9.    | Religion                      |                                              | 5:23 |
| 10.   | Salvatore                     |                                              | 4:41 |
| 11.   | The Blackest Day              |                                              | 6:05 |
| 12.   | 24                            |                                              | 4:55 |
| 13.   | Swan Song                     |                                              | 5:23 |
| 14.   | Don't Let Me Be Misunderstood | Bennie Benjamin, Gloria Caldwell, Sol Marcus | 3:01 |
| 65:06 |                               |                                              |      |

## Classements et certifications
| Pays             | Meilleure position | Certifications | Chiffres |
| ---------------- | ------------------ | -------------- | -------- |
| Allemagne        | 4                  |                | 65 000   |
| Argentine        | 6                  |                |          |
| Autriche         | 4                  |                | 4 000    |
| Belgique (Nl)    | 2                  |                |          |
| Belgique (Fr)    | 2                  |                |          |
| Brésil           | 2                  |                | 40 000   |
| Canada           | 3                  |                | 30 000   |
| Corée du Sud     | 54                 |                |          |
| Croatie          | 11                 |                |          |
| Danemark         | 7                  |                |          |
| Espagne          | 4                  |                | 10 000   |
| États-Unis       | 2                  | Or             | 500 000  |
| Finlande         | 12                 |                | 2 000    |
| France           | 3                  | Or             | 50 000   |
| Grèce            | 1                  |                |          |
| Hongrie          | 14                 |                |          |
| Irlande          | 1                  |                |          |
| Italie           | 2                  |                | 15 000   |
| Japon            | 100                |                | 5 000    |
| Mexique          | 2                  |                | 20 000   |
| Norvège          | 6                  |                |          |
| Nouvelle-Zélande | 2                  |                | 5 000    |
| Pays-Bas         | 5                  |                | 5 000    |
| Pologne          | 3                  | Platine        | 20 000   |
| Portugal         | 2                  |                |          |
| Royaume-Uni      | 2                  | Or             | 105 409  |
| Suède            | 3                  |                | 3 000    |
| Suisse           | 3                  |                | 6 000    |
| Taïwan           | 1                  |                |          |
| Tchéquie         | 6                  |                |          |
| Mondial          | 3                  |                | 700 000  |

Selon Les Inrockuptibles, en 2019, l'album s'était vendu à plus de 1 500 000 exemplaires dans le monde depuis sa sortie.